# 603 Timandra
Timandra (asteroide 603) é um asteroide da cintura principal com um diâmetro de 13,73 quilómetros, a 2,1001024 UA. Possui uma excentricidade de 0,1731147 e um período orbital de 1 478,38 dias (4,05 anos).
Timandra tem uma velocidade orbital média de 18,68939115 km/s e uma inclinação de 8,01369º.
Esse asteroide foi descoberto em 16 de Fevereiro de 1906 por Joel Metcalf.